# إدغار فديكند
إدغار فديكند (بالألمانية: Edgar Wedekind) هو كيميائي وأستاذ جامعي ألماني، ولد في 31 يناير 1870 في ألتونه في ألمانيا، وتوفي في 22 أكتوبر 1938 في إرفورت في ألمانيا.